# تروفيو سيرا دي ترامونتانا 2021
تروفيو سيرا دي ترامونتانا 2021 (بالإسبانية: Trofeo Serra de Tramuntana 2021)‏ هو سباق دراجات هوائية من فئة سباق يوم واحد، وهو الموسم رقم 30 من تروفيو سيرا دي ترامونتانا، وأقيم في 14 مايو 2021، وامتدّ لمسافة 158.6 كيلومتر ضمن سباقات طواف أوروبا للدراجات 2021، وشارك فيه 164 متسابقاً ووصل إلى نهايته 141 متسابقاً.
فاز بالمركز الأول خيسوس هييرادة، وبالمركز الثاني Jonathan Lastra ‏، وبالمركز الثالث هيكتور كاريتيرو.

## الفرق
| فرق عالمية (6)- Cofidis - Qhubeka Assos - Movistar Team - Intermarché-Wanty-Gobert Matériaux - Israel Start-Up Nation - UAE Team Emirates فرق برو (10)- Arkéa-Samsic - 2021 بي آند بي هوتيلز ‏ - Bardiani CSF Faizanè - برجس بي إتش 2021 ‏ - كاجا رورال-سيغوروس 2021 ‏ - كيرن فارما 2021 ‏ - أوسكالتيل أوسكادي 2021 ‏ - غازبروم روسفيلو 2021 ‏ - Rally Cycling - سبورت فلاندرين بالويس 2021 ‏ فرق قارية (6)- جيوس كيوي أتلانتيكو 2021 ‏ - بايك أيد 2021 ‏ - دونر أكون 2021 ‏ - إلكترو هايبر يوروبا 2021 ‏ - Leopard TOGT Pro Cycling ‏ - مالوجا بوشبيكرز 2021 ‏ فرق وطنية (2)- فريق سويسرا لركوب الدراجات 2021 ‏ - فريق المملكة المتحدة لركوب الدراجات للرجال 2021 ‏ |  |
| |  |

## التصنيف العام النهائي
| التصنيف العام         | التصنيف العام     | التصنيف العام | التصنيف العام                 | التصنيف العام |
| العداء                | العداء            | البلد         | الفريق                        | الوقت         |
| --------------------- | ----------------- | ------------- | ----------------------------- | ------------- |
| 1                     | خيسوس هييرادة     | إسبانيا       | كوفيديس                       | 3 س 52 د 21 ث |
| 2                     | Jonathan Lastra ‏  | إسبانيا       | كاجا رورال-سيغوروس ‏           | + 0 ث         |
| 3                     | هيكتور كاريتيرو   | إسبانيا       | موفيستار                      | + 11 ث        |
| 4                     | مادس فورتز شميدت  | الدنمارك      | إسرائيل - بريمير تيك          | + 20 ث        |
| 5                     | ألكسندر كريستوف   | النرويج       | فريق الإمارات                 | + 20 ث        |
| 6                     | رومان هاردي       | فرنسا         | فورتنيو سامسيك                | + 20 ث        |
| 7                     | جورج زيمارمان     | ألمانيا       | انترمارشي وانتي جوبيرت ماتيرو | + 20 ث        |
| 8                     | غونزالو سيرانو    | إسبانيا       | موفيستار                      | + 20 ث        |
| 9                     | كريستيان سكاروني ‏ | إيطاليا       | غازبروم روسفيلو ‏              | + 20 ث        |
| 10                    | Franck Bonnamour ‏ | فرنسا         | فيتال كونسبت ‏                 | + 20 ث        |
| مصدر: ProCyclingStats |                   |               |                               |               |

## وصلات خارجية
- الموقع الرسمي
- لمحة عن سباق تروفيو سيرا دي ترامونتانا 2021 على موقع  ProCyclingStats   (برو  سايكلنج  ستاتس) - إحصاءات  محترفي  الدراجات.
- تروفيو سيرا دي ترامونتانا 2021 على موقع إحصائيات الدراجات الإحترافية (الإنجليزية)